# Spanische Fliege
Die Spanische Fliege (Lytta vesicatoria, Synonym: Cantharis vesicatoria) ist ein Käfer aus der Familie der Ölkäfer (Meloidae), genannt auch Blasenkäfer.

## Merkmale
Die ausgewachsenen Käfer werden 9 bis 21 Millimeter lang und haben einen langen und schlanken Körper. Dieser ist metallisch-grün gefärbt. Ihre Flügel sind voll entwickelt, die Deckflügel bedecken den gesamten Hinterleib. Außerdem zeichnet sich die Art durch ihren intensiven Geruch aus. Die Larven entwickeln sich durch Hypermetamorphose in drei Stadien: Die Triungulinus-Larve hat lange Beine, dreiteilige Klauen, relativ lange Fühler und zwei Schwanzfäden. Sie ist fast ganz schwarz, abgesehen von Unterseite, Beinen, Meta- und Mesothorax, die hell gefärbt sind. Die caraboide Larvenform ist dagegen am ganzen Körper hell gefärbt, außerdem sind die Beine und vor allem die Fühler kürzer als bei der Triungulinus-Larve und die Klauen sind einfach. Die scarabaeoide Larvenform sieht der caraboiden sehr ähnlich.

## Unterarten
- Lytta vesicatoria moreana Pic, 1941[1]
- Lytta vesicatoria vesicatoria (Linnaeus, 1758)[2]

## Verbreitung und Vorkommen
Die Tiere sind in Südeuropa und dem afrikanischen Mittelmeergebiet häufig, in Mitteleuropa sind sie nur selten anzutreffen. Im Gebirge kommen sie bis in 1700 m Höhe vor.

## Lebensweise
Spanische Fliegen (lateinisch Cantharides) leben in Gebüschen an warmen Orten. Sie fliegen Mitte Juni, wobei sie besonders um Mittag aktiv sind. Die Käfer können einen üblen Geruch absondern. Bei Gefahr pressen sie gelbe Hämolymphe aus verschiedenen Körperregionen, etwa den Beingelenken (Reflexbluten), oder sie würgen Verdauungssäfte aus dem Mund. Beides ist stark cantharidinhaltig und wirkt hautreizend (unter Umständen können Blasen entstehen).

### Nahrung und Fressverhalten

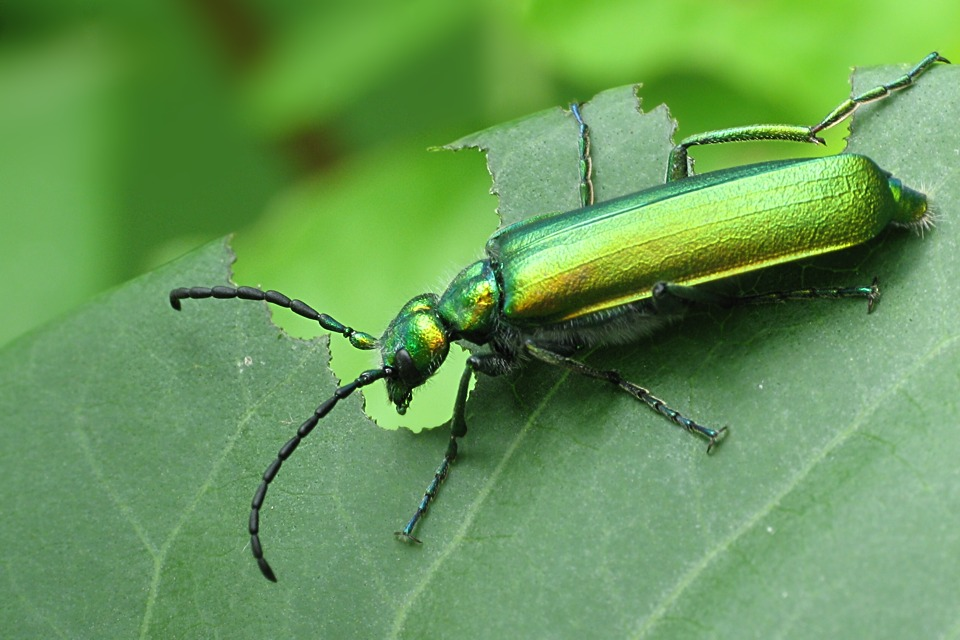
Die Spanische Fliege beim Fressen. Das bogige Fraßbild mit nicht glatten Rändern ist recht gut zu sehen.

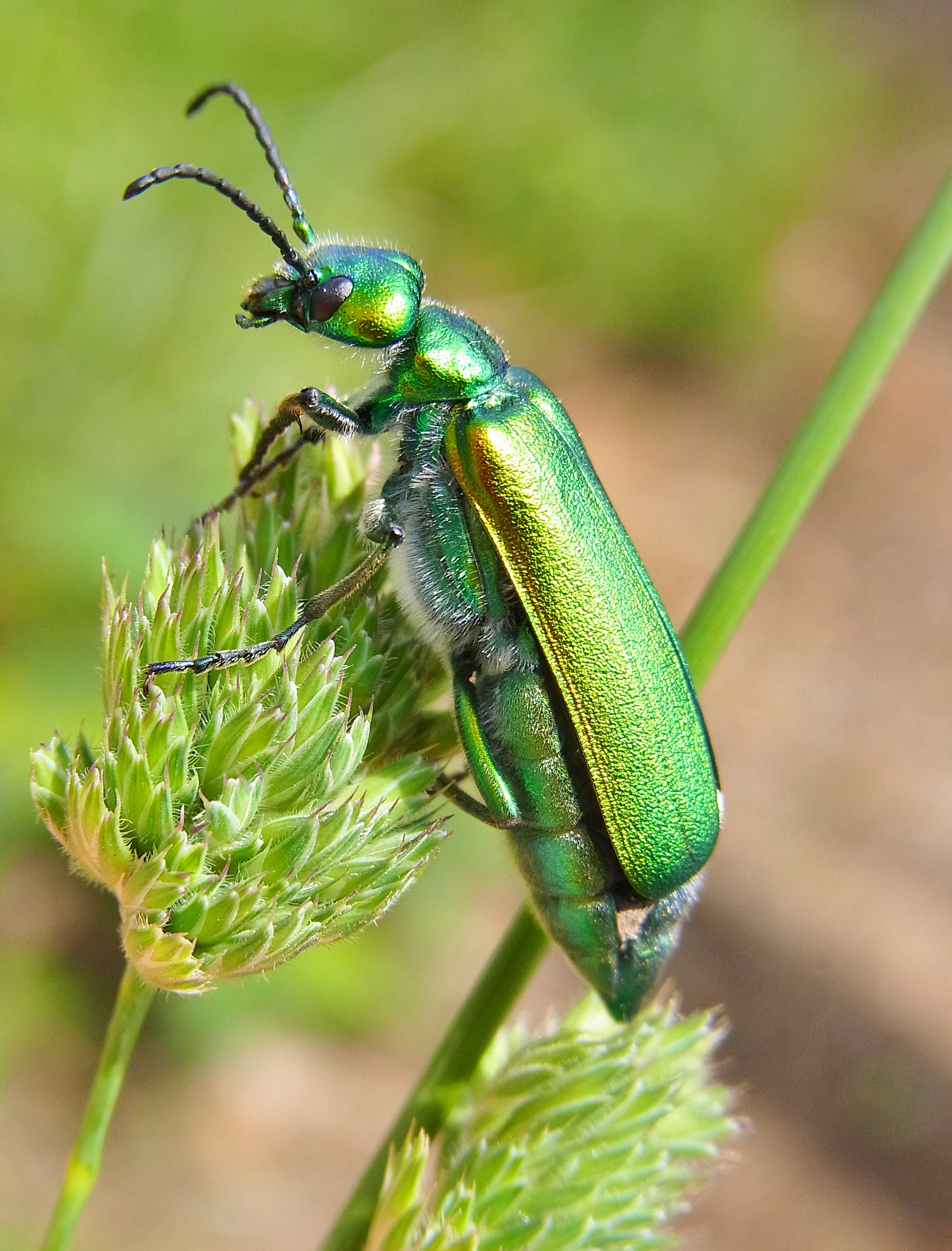

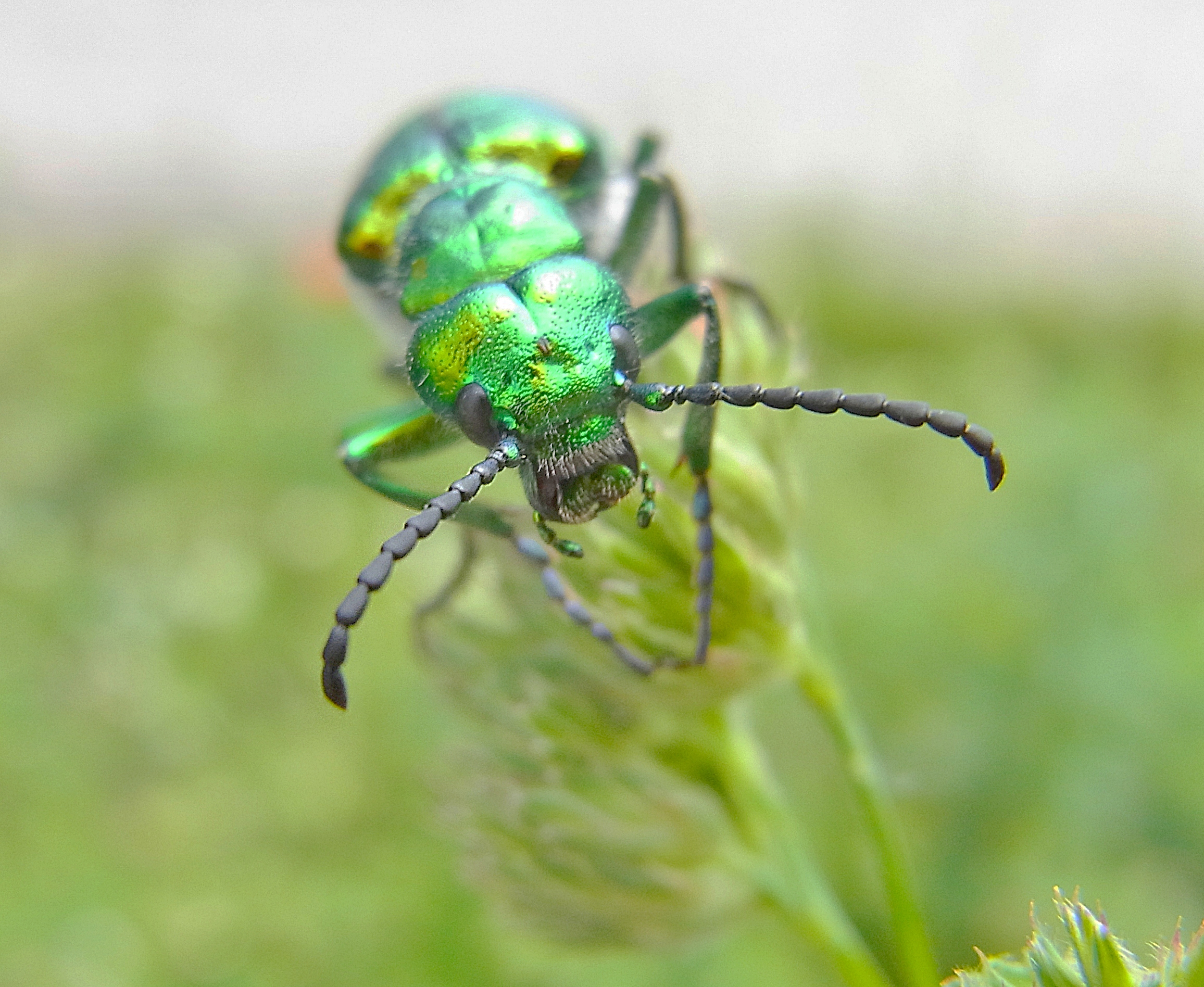

Man findet die Imagines meist auf ihren Fraßpflanzen, von deren Blättern sie sich ernähren. Die wichtigsten Fraßpflanzen sind Fraxinus excelsior sowie – mit Ausnahme von Fraxinus ornus – weitere Eschenarten, daneben noch Pappeln, Holunder, Ahorne, Liguster, Flieder und Ölbäume. Die Käfer können bei Massenauftreten vor allem bei verschiedenen Ölbaumgewächsen als Schädlinge auftreten, aber auch junge Eschen völlig kahlfressen. Die Käfer fressen zunächst die jungen zarten Blätter, später nehmen sie jedoch auch zähere alte Blätter an. Das Fraßbild sieht wüst aus, da die Käfer große bogige Stücke aus dem Blatt reißen.

### Entwicklung der Larven
Das Weibchen der Spanischen Fliege verscharrt die Eier in einem selbst gegrabenen Erdloch. Nach drei bis vier Wochen schlüpfen die Larven. Ihre Entwicklung ist eine Hypermetamorphose: Es gibt drei Larvenformen, die sich auch morphologisch voneinander unterscheiden (Siehe im Absatz Merkmale). Die Entwicklung der Larven findet, wie bei allen Ölkäfern, parasitisch statt. Ihre Wirte sind Wildbienen. Die erste Larvenform, die sogenannte Triungulinus-Larve, klettert auf Blütenpflanzen, wo sie auf Wildbienen lauert und, falls eine kommt, auf deren Rücken ins Nest der Wildbienen reitet. Diese indirekte Fortbewegungsart nennt man Phoresie; sie ist eine Form der Probiose. Im Wildbienennest angekommen, entwickelt sich die zweite Larvenform, die sogenannte caraboide Larvenform. Sie parasitiert zwei Wochen lang im Bienennest, dann entwickelt sie sich zur Scheinpuppe, die auch Pseudochrysalis genannt wird. Als Scheinpuppe überwintert sie ein bis zwei Mal, und zwar wahrscheinlich außerhalb des Nestes im Boden. Nach der Überwinterung, vielleicht erst im April, entwickelt sich die dritte Larvenform, die scarabaeoide Larvenform, die sich zu einer echten Puppe verpuppt. Nach zweiwöchiger Puppenruhe schlüpft die Imago.

## Die Spanische Fliege als Potenzmittel und Reizgift
Bekannt ist der Käfer unter anderem durch das als Potenzmittel genutzte Pulver, welches aus den zermahlenen Käfern besteht und ebenfalls als Spanische Fliege bezeichnet wird. Dieses enthält den Wirkstoff Cantharidin, benannt nach der Käfergattung Cantharis, zu der die Spanische Fliege früher gezählt wurde. Im Rahmen der Homöo- und Tierhomöopathie wird es unter der Bezeichnung „Cantharis vesicatoria“ eingesetzt.
Cantharidin kommt auch bei einer Reihe weiterer Arten der Ölkäfer sowie bei anderen Käferfamilien vor. Es ist ein starkes Reizgift, welches auf der Haut Blasen und Nekrosen verursacht und bei oraler Einnahme zu akutem Nierenversagen führen und dadurch tödlich sein kann. Für erwachsene Menschen sind etwa 0,03 g des Giftes tödlich, für Fressfeinde wie Igel, Fledermäuse, Frösche oder Vögel ist es ungefährlich. Es wird nur von den männlichen Käfern synthetisiert. Weibchen erhalten das Gift während der Paarung von den Männchen aus Ektadien und geben es ihrerseits an die Eier zum Schutz vor Fressfeinden weiter. Eine Potenzsteigerung wird dem Mittel durch eine massive Reizung der Harnwege nachgesagt, welche zu einer starken Erektion bis hin zu einer schmerzhaften Dauererektion führen kann. Das sexuelle Verlangen wird durch die Einnahme der Spanischen Fliege nicht gesteigert, sie ist also kein Aphrodisiakum.
Bei Überdosierungen kann das Zentralnervensystem angegriffen werden. In Extremfällen kommt es innerhalb von zwölf Stunden zum Tod durch Lebervergiftung, Kreislaufkollaps und Nierenversagen. Daher wurde die Spanische Fliege in der Vergangenheit auch als Tötungsgift bei Hinrichtungen und für heimliche Mordanschläge verwendet. Die in Deutschland erhältlichen Präparate mit der Bezeichnung „Spanische Fliege“ stellen bei einer normalen Anwendung jedoch keine Gefahr dar, da sie den Wirkstoff tatsächlich nur in homöopathischer Dosierung enthalten. In den USA ist der Verkauf und die Anwendung von Präparaten mit dem Wirkstoff Cantharidin verboten. Die Präparate werden gegen Erkrankungen der Nieren und Harnwege verwendet. Früher wurden insbesondere die getrockneten Flügeldecken für medizinische Zwecke, beispielsweise zur Herstellung blasenziehender Cantharidenpflaster, genutzt.

## Belege